# Harrogate (district)
Harrogate est un ancien district non métropolitain du Yorkshire du Nord, en Angleterre. Il portait le nom de la ville de Harrogate, où siègeait le conseil du district. Il a existé de 1974 à 2023.

## Géographie
Le district s'étendait sur 1 307,95 km2 dans le sud du Yorkshire du Nord.

## Histoire
Le district a été créé le 1er avril 1974 par le Local Government Act 1972. Il est issu de la fusion des districts ruraux de Masham et Wath et d'une partie du district rural de Thirsk, déjà dans le Yorkshire du Nord auparavant, avec le borough de Harrogate, la cité de Ripon, le district urbain de Knaresborough, les districts ruraux de Nidderdale, Ripon et Pateley Bridge, une partie des districts ruraux de Wetherby et de Wharfedale, tous issus du Yorkshire de l'Ouest.
Le 1er avril 1996, les paroisses de Nether Poppleton, Upper Poppleton, Hessay et Rufforth ont été transférées du district à la nouvelle autorité unitaire de York. D'après le recensement de 2001, ces paroisses comptaient 5 169 habitants.
Les sept districts non métropolitains du Yorkshire du Nord, dont celui de Harrogate, sont abolis le 1er avril 2023 et remplacés par une nouvelle autorité unitaire du Yorkshire du Nord.

## Paroisses
Le district comprenait les paroisses civiles suivantes :
- Aldfield
- Allerton Mauleverer with Hopperton
- Arkendale
- Asenby
- Askwith
- Azerley
- Baldersby
- Beckwithshaw
- Bewerley
- Bilton-in-Ainsty with Bickerton
- Birstwith
- Bishop Monkton
- Bishop Thornton
- Blubberhouses
- Boroughbridge (ville)
- Brearton
- Bridge Hewick
- Burton Leonard
- Burton-on-Yore
- Castley
- Cattal
- Clint cum Hamlets
- Colsterdale
- Coneythorpe and Clareton
- Copgrove
- Copt Hewick
- Cundall with Leckby
- Dacre
- Darley and Menwith
- Denton
- Dishforth
- Dunsforths
- Eavestone
- Ellenthorpe
- Ellingstring
- Ellington High and Low
- Farnham
- Farnley
- Fearby
- Felliscliffe
- Ferrensby
- Fewston
- Flaxby
- Follifoot
- Fountains Earth
- Givendale
- Goldsborough
- Grantley
- Great Ouseburn
- Great Ribston with Walshford
- Great Timble
- Green Hammerton
- Grewelthorpe
- Hampsthwaite
- Hartwith cum Winsley
- Haverah Park
- Healey
- High and Low Bishopside
- Humberton
- Hunsingore
- Hutton Conyers
- Ilton-cum-Pott
- Kearby with Netherby
- Killinghall
- Kirby Hall
- Kirby Hill
- Kirk Deighton
- Kirk Hammerton
- Kirkby Malzeard
- Kirkby Overblow
- Knaresborough (ville)
- Langthorpe
- Laverton
- Leathley
- Lindley
- Lindrick with Studley Royal and Fountains
- Little Ouseburn
- Little Ribston
- Littlethorpe
- Little Timble
- Long Marston
- Markenfield Hall
- Markington with Wallerthwaite
- Marton cum Grafton
- Marton-le-Moor
- Masham
- Melmerby
- Middleton
- Middleton Quernhow
- Milby
- Moor Monkton
- Nesfield with Langbar
- Newall with Clifton
- Newby with Mulwith
- Nidd
- North Deighton
- North Rigton
- North Stainley with Sleningford
- Norton Conyers
- Norton-le-Clay
- Norwood
- Nun Monkton
- Pannal and Burn Bridge
- Plompton
- Rainton with Newby
- Ripley
- Ripon (cité)
- Roecliffe
- Sawley
- Scotton
- Scriven
- Sharow
- Sicklinghall
- Skelding
- Skelton-on-Ure
- South Stainley with Cayton
- Spofforth with Stockeld
- Stainburn
- Staveley
- Stonebeck Down
- Stonebeck Up
- Studley Roger
- Swinton with Warthermarske
- Thornthwaite with Padside
- Thornton Bridge
- Thornville
- Thorpe Underwoods
- Thruscross
- Tockwith
- Walkingham Hill with Occaney
- Warsill
- Wath
- Weeton
- Weston
- Westwick
- Whixley
- Wighill
- Wilstrop
- Winksley

## Politique et administration
Le district était dirigé par un conseil de quarante membres, élus pour un mandat de quatre ans, qui à leur tour désignaient un chef (leader) qui dirigeait l'exécutif.